# Ağcabädi
Ağcabädi (azerbajdzjanska: Ağcabədi) (även Agdzjabedi, Agjabadi, Aghdzjabädi; azerisk kyrilliska: Ағҹабәди), är en stad och ett distrikt (rajon) i centrala Azerbajdzjan. Distriktet har en yta på 1 756 km² och 121 300 invånare (2009), med en folktäthet på cirka 70 invånare per km².